# Canyissar de la Noguera Ribagorçana
El Canyissar de la Noguera Ribagorçana és una zona humida al marge de la Noguera Ribagorçanaals municipis d'Alfarràs i Ivars de Noguera.
Té una superfície de 8,92 ha i està situada aigües amunt del pont de la carretera C-26 a l'entrada d'Alfarràs. Es tracta d'un tram del riu que conserva un extens bosc de ribera i planes inundables amb abundants canyissars i herbassars humits. Representa una mostra representativa del tram mitjà del riu, abans d'entrar a la plana de Lleida i ja superats els relleus més abruptes del Prepirineu. Es troba aigües avall de l'embassament de Santa Anna, per sota de l'últim embassament important que represa les aigües de la Noguera Ribagorçana, abans d'unir-se amb el Segre.
Pel que fa a la vegetació, hi ha un bosc de ribera ben constituït, format per alberedes i salzedes, amb salze blanc (Salix alba), àlbers (Populus alba) i pollancres (Populus nigra) com a espècies dominants. Hi apareixen alguns tamarius (Tamarix canariensis) així com uns extensos canyissars i bogars de boga de fulla estreta (Typha angustifolia), a les planes inundables adjacents a la llera.
Segons la cartografia dels hàbitats de Catalunya, hi apareixen els uns hàbitats d'interès comunitari: rius de terra baixa i de la muntanya mitjana amb vegetació submersa o parcialment flotant, jonqueres i herbassars graminoides humits, mediterranis; alberedes, salzedes i altres boscos de ribera i prats mediterranis rics en anuals, basòfils.
Pel que fa a la fauna, el carnissar ofereix refugi i descans en les migracions per a un bon nombre d'ocells i és interessant també per les seves poblacions d'amfibis, peixos i invertebrats aquàtics. És una àrea d'interès per a la nidificació de l'arpella.
La zona presenta alguns abocaments de residus dispersos -sobretot als sectors més freqüentats pels pescadors-, zones on s'ha realitzat esplanaments i moviments de terres (al marge dret de la Noguera) i nombroses línies elèctriques molt pròximes a la llera o que la creuen, en alguns punts. L'expansió dels conreus ha provocat l'estretament del bosc en diversos sectors i amenaça la conservació de l'espai. La proximitat de diverses carreteres i pistes i la sobrefreqüentació per pescadors són d'altres factors que afecten negativament aquesta zona humida.
És molt pròxima a l'espai d'interès natural Serra Llarga, situat a l'est.